# Tommaso di Sasso
Tommaso di Sasso (Messina, ... – ...; fl. XIII secolo) è stato un poeta italiano, attivo nel XIII secolo.
È uno dei tanti nomi di poeti della Scuola siciliana a cui si possono attribuire dei componimenti poetici ma non una biografia con dei tratti degni di nota.

## Opere
Ha composto due canzoni, L'amoroso vedere e D'amoroso paese.